# Astrid Nippoldt
Astrid Nippoldt (* 7. September 1973 in Gießen) ist eine deutsche Medienkünstlerin und Illustratorin.

## Biografie
Nippoldt ist in Kleve aufgewachsen. Sie studierte zunächst Visuelle Kommunikation an der Fachhochschule Münster. Hier konzentrierte sie sich auf das Zeichnen und die künstlerische Druckgrafik. Im Anschluss folgte ein Kunststudium an der Hochschule für Künste Bremen im Atelier für Zeitmedien bei Jean-François Guiton und Yuji Takeoka. Von 2010 bis 2011 verbrachte sie ein Jahr am Institut für Raumexperimente bei Olafur Eliasson an der Universität der Künste Berlin.
Als Videokünstlerin führten sie diverse Artist Residencies u. a. nach New York, Oslo, Kyoto, Paris, Rom und Peking.
Ihre Arbeiten werden international gezeigt und sind in bedeutenden Kunstsammlungen vertreten.
Nippoldt übte diverse Lehrtätigkeiten aus, u. a. als Vertretungsprofessorin an der Hochschule für Künste Bremen, Dozentin an der Universität Bremen und als Professorin für Illustration und Bewegtbild an der Hochschule für Kunst, Design und Populäre Musik Freiburg.
Von 2012 bis 2014 kuratierte sie den Bremer Videokunstpreis.
Im Jahr 2012 gründete sie zusammen mit ihrem Bruder Robert Nippoldt das Studio Nippoldt. Unter diesem Label arbeitet sie seitdem als Zeichnerin und Grafikerin im Bereich der Illustration. Zu den Kunden zählen Philosophie Magazin, ETH Zürich, Universität Basel, Deutscher Hochschulverband, Universität Rostock, Bayerischer Rundfunk, Konrad-Adenauer-Stiftung, Friedrich Naumann-Stiftung, TASCHEN, Jacoby & Stuart, WBGU, Die Andere Bibliothek, Mareverlag, Gruner + Jahr, Heimathafen Neukölln u. a.
Nippoldt lebt in Berlin.

## Auszeichnungen & Stipendien
- Artist-in-Residency, Oslo, Stipendium der Aldegrever Gesellschaft, 1996
- Werkstattstipendium für Lithographie, 1996
- Artist-in-Residency, PointB, Brooklyn/NY, Stipendium des BBK Bremen, 2001
- Artist-in-Residency, Astèrides Ateliers d’Artistes, Marseille, 2002
- Bremer Förderpreis für Bildende Kunst, 2002[4]
- Kunstpreis Euregio, 2002
- 5. Stipendium Junge Kunst in Essen, 2002–2003[5]
- Art Barcelona Award, Loop Video Art Fair, Barcelona, 2004
- Cité Internationale des Arts, Paris, Stipendium der Kulturstiftung der Länder, 2004–2005
- Arbeitsstipendium zur Förderung junger Künstler, Jürgen Ponto-Stiftung, Frankfurt, 2004–2005[6][7]
- Villa Massimo, Rom, 2006[8]
- ars viva 07/08 - SOUND, Förderpreis des Kulturkreis der Deutschen Wirtschaft im BdI, 2007–2008[9]
- Stipendiatin im Institut für Raumexperimente, Klasse Olafur Eliasson, UdK Berlin, 2010[10]
- Mentoring-Programm für Künstlerinnen und Wissenschaftlerinnen der UdK Berlin, 2013–2014

## Ausstellungen (Auswahl)
- OAKWOOD, The Gallery Apart, Rom, 2015 (solo)
- OAKWOOD, Museum Kurhaus, Kleve, 2013–2014 (solo)
- CAPE CORAL, Kunstfenster des BDI, Haus der Deutschen Wirtschaft, Berlin, 2012–2013 (solo)
- Kokon, Galerie für Gegenwartskunst, Bremen[11]
- Patterns of Paradise, kunstraum muenchen, München, 2011(solo)
- 13 Jahre Junge Kunst in Essen, Museum Folkwang, Essen[12]
- Colleción Lemaître, Centro Fundación Telefónica/Museo de Arte de Lima, 2010
- SIMPLY VIDEO. Bewegte Bilder aus Kunsthalle Bremen, Kunstmuseum Stuttgart, 2010
- Queue, Übersetzung ins Undeutliche V, kjubh Kunstverein, Köln, 2009 (solo)
- It‘s always night or we wouldn‘t need light, Villa Merkel, Esslingen, 2009 (solo)
- ars viva, Kunstverein Hannover, CAC Vilnius, Museum Morsbroich, Leverkusen, 2008[13]
- Grutas, Mummery + Schnelle, London, 2007 (solo)
- Made in Germany, Kunstverein Hannover, 2007
- Kunstpreis der Böttcherstraße in Bremen, Kunsthalle Bremen, 2007
- Gehen Bleiben. Bewegung, Körper, Ort in der zeitgenössischen Kunst, Kunstmuseum Bonn, 2007
- Verwendungsnachweis, Museum für Moderne Kunst (Zollamt), Frankfurt, 2007
- Brave Lonesome Cowboy, Villa Merkel Esslingen und Kunstmuseum St. Gallen, 2007
- Getaway Inn, Galerie Olaf Stüber, Berlin, 2007 (solo)[14]
- Grutas, Fondazione Adriano Olivetti, Rom, 2006 (solo)
- Bloop, Städtische Galerie, Bremen, 2004 (solo)
- 9 und Kurve, Kunsthaus Essen, 2003 (solo)
- boomerang art project, Gesellschaft für Aktuelle Kunst, Kyoto Art Center, 2000–2001

## Publikationen
Kunst
- Astrid Nippoldt. OAKWOOD, Kleve, 2013, dt./engl., Hg. Freundeskreis Museum Kurhaus und Koekkoek-Haus Kleve e.V., Ausst.-Kat.
- Wunderkammermusik. Die Sammlungen der Kunsthalle Bremen 1994-2011 und darüber hinaus. Eine Introspektive, Bremen, 2011, dt., DuMont Buchverlag, Köln
- MAPPING WORLDS. Welten verstehen. Aufbruch in die Gegenwart, Esslingen, 2010, dt./engl., 8. Int. Foto-Triennale Esslingen, Ausst.-Kat., 2010
- Übersetzung ins Undeutliche. Eine Gesprächs- und Ausstellungsreihe im kjubh Kunstverein, Köln 2009/10, dt., Hg. Doris Frohnapfel, Nina Kretschmar, Birgit Lankowski
- Astrid Nippoldt / Hansjoerg Dobliar – It‘s always night or we wouldn‘t need light, Esslingen, 2010, dt./engl., Galerien der Stadt Esslingen Villa Merkel, Ausst.-Kat., Snoeck Verlagsgesellschaft Köln[15]
- artist Kunstmagazin 74 (Künstlerseiten 34–39), Bremen, 2008, Hg. Joachim Kreibohm
- ars viva 07/08 SOUND, Berlin, 10/2007, Hg. Kulturkreis der dt. Wirtschaft im BDI e.V., Revolver Archiv für aktuelle Kunst
- Brave Lonesome Cowboy. Der Mythos des Western in der Kunst, Esslingen/St. Gallen, 2007, dt./eng., Hg. Galerien der Stadt Esslingen, Kunstmuseum St. Gallen, Ausst.-Kat.
- Made in Germany, Hannover, 2007, dt./engl., Hg. kestnergesellschaft, Kunstverein, Hannover, Sprengel Museum Hannover, Ausst.-Kat., Hatje Cantz Verlag
- Kunstpreis der Böttcherstraße, Bremen, 2007, dt., Hg. Kunstverein/Kunsthalle Bremen
- GRUTAS, Rom, 2006, it./engl., Hg. Ilaria Gianni und Nero Produzioni, Ausst.-Kat., Fondazione Adriano Olivetti, Rom
- Baltic Drift. Do you mind?, Bremen, 2006, dt./engl., Hg. Ursula van den Busch
- Helden. Mythische Kämpferfiguren im 20. Jahrhundert und in der Gegenwart, Hamburg/Marburg, Heft 41, 2006, dt., Hg. Frauen Kunst Wissenschaft (Künstleredition)
- ASTRID NIPPOLDT Tryingtoland, Frankfurt/Bremen, 2006, dt./engl., Revolver – Archiv für Aktuelle Kunst
- CASA BLANCA (Heroic Turn), Bremen, 2003, dt./engl., Hg. Gesellschaft für Aktuelle Kunst, U. van den Busch, Festival International d’Art Vidéo de Casablanca
- Astrid Nippoldt, Essen, 2003, dt./engl., Hg. Kunsthaus Essen, 5. Stipendium Junge Kunst
- boomerang art project, Gesellschaft für Aktuelle Kunst, Kyoto Art Center, 2000–2001

Illustration
- DokThema Lebensunwert, Bayerischer Rundfunk, 2021
- 125 Jahre LVM, LVM Versicherung, Münster, 2021
- Auto halt! Aufzeichnungen eines Berliner Chauffeurs, Aufbau Verlag, Die Andere Bibliothek, Berlin, 2020[16]
- La Puissance des Femmes – Une autre histoire de la philosophie, Philosophie Magazine Èdition, Paris, 2020
- Alfred Hitchcock. Sämtliche Filme, TASCHEN-Verlag, 2019
- Forschung und Lehre 01/19, 25 Jahre Jubiläumsausgabe. Magazin des Deutschen Hochschulverbands, 2019
- Philosophinnen. Eine andere Geschichte des Denkens, Sonderausgabe des Philosophie Magazins Berlin, 2019[17]
- Rendezvous mit einem Oktopus, Diogenes-Verlag, 2019
- EXPEDITION SONNENSYSTEM – Mit der ETH auf Forschungsreise durch All, Wissenschaftscomic und Ausstellung in Zusammenarbeit mit focusTerra/ETH Zürich, dt./en./fr./it., 2018[18]
- Die Existenzialisten, Sonderausgabe des Philosophie Magazins Berlin, 2018[19]
- Es wird Nacht im BERLIN der wilden Zwanziger, TASCHEN-Verlag, 2017
- Heimathafen Neukölln, seit 2017[20]
- The Celebrity Couples, Memory-Spiel, printworks/Pagina Verlag, Stockholm, 2017[21]
- Philosophie Magazin, Kolumnen Hübls Aufklärung und Thea Dorn, 2016–2020
- G7 – The Ise-Shima Summit Japan, Munk School of Global Affairs und University of Toronto, 2016
- UNI NOVA. Das Wissenschaftsmagazin der Universität Basel, seit 2015[22]
- mare No. 100, Das Magazin der Meere, 2013[23]
- Die große Transformation, Klima – Kriegen wir die Kurve?, Jacoby & Stuart, in Zusammenarbeit mit dem WBGU, 2013[24]